# Lista över fornlämningar i Kungsbacka kommun (Älvsåker)
Lista över fornlämningar i Kungsbacka kommun (Älvsåker) är en förteckning av ett urval av de fornlämningar som finns i Älvsåker i Kungsbacka kommun.
| Namn           | Lämningstyp                 | Tillkomsttid | Historisk indelning | Plats | Läge                 | ID-nr          | Bild                                 |
| -------------- | --------------------------- | ------------ | ------------------- | ----- | -------------------- | -------------- | ------------------------------------ |
| Älvsåker 2:1   | Stensättning                |              | Älvsåker, Halland   |       | 57.549068, 12.153069 | 10152700020001 | Ladda upp en bild av detta fornminne |
| Älvsåker 5:1   | Stensättning                |              | Älvsåker, Halland   |       | 57.548455, 12.151005 | 10152700050001 | Ladda upp en bild av detta fornminne |
| Älvsåker 6:1   | Stensättning                |              | Älvsåker, Halland   |       | 57.544219, 12.152195 | 10152700060001 | Ladda upp en bild av detta fornminne |
| Älvsåker 6:2   | Stensättning                |              | Älvsåker, Halland   |       | 57.544270, 12.152014 | 10152700060002 | Ladda upp en bild av detta fornminne |
| Älvsåker 6:3   | Stenkrets                   |              | Älvsåker, Halland   |       | 57.544167, 12.151874 | 10152700060003 | Ladda upp en bild av detta fornminne |
| Älvsåker 6:4   | Stensättning                |              | Älvsåker, Halland   |       | 57.544574, 12.151986 | 10152700060004 | Ladda upp en bild av detta fornminne |
| Älvsåker 7:1   | Stensättning                |              | Älvsåker, Halland   |       | 57.533946, 12.168999 | 10152700070001 | Ladda upp en bild av detta fornminne |
| Älvsåker 9:1   | Stensättning                |              | Älvsåker, Halland   |       | 57.536515, 12.151586 | 10152700090001 | Ladda upp en bild av detta fornminne |
| Älvsåker 9:2   | Stensättning                |              | Älvsåker, Halland   |       | 57.536269, 12.152004 | 10152700090002 | Ladda upp en bild av detta fornminne |
| Älvsåker 14:1  | Grav markerad av sten/block |              | Älvsåker, Halland   |       | 57.535401, 12.107552 | 10152700140001 | Ladda upp en bild av detta fornminne |
| Älvsåker 14:2  | Stensättning                |              | Älvsåker, Halland   |       | 57.535446, 12.106934 | 10152700140002 | Ladda upp en bild av detta fornminne |
| Älvsåker 14:3  | Stensättning                |              | Älvsåker, Halland   |       | 57.535553, 12.106575 | 10152700140003 | Ladda upp en bild av detta fornminne |
| Älvsåker 15:1  | Stensättning                |              | Älvsåker, Halland   |       | 57.540911, 12.108610 | 10152700150001 | Ladda upp en bild av detta fornminne |
| Älvsåker 17:1  | Hög                         |              | Älvsåker, Halland   |       | 57.535617, 12.156834 | 10152700170001 | Ladda upp en bild av detta fornminne |
| Älvsåker 18:1  | Stensättning                |              | Älvsåker, Halland   |       | 57.536305, 12.155380 | 10152700180001 | Ladda upp en bild av detta fornminne |
| Älvsåker 18:2  | Stenkrets                   |              | Älvsåker, Halland   |       | 57.536316, 12.155101 | 10152700180002 | Ladda upp en bild av detta fornminne |
| Älvsåker 18:3  | Stensättning                |              | Älvsåker, Halland   |       | 57.536317, 12.154864 | 10152700180003 | Ladda upp en bild av detta fornminne |
| Älvsåker 18:4  | Hög                         |              | Älvsåker, Halland   |       | 57.536350, 12.154076 | 10152700180004 | Ladda upp en bild av detta fornminne |
| Älvsåker 20:1  | Stensättning                |              | Älvsåker, Halland   |       | 57.545184, 12.145329 | 10152700200001 | Ladda upp en bild av detta fornminne |
| Älvsåker 21:1  | Stensättning                |              | Älvsåker, Halland   |       | 57.542710, 12.142554 | 10152700210001 | Ladda upp en bild av detta fornminne |
| Älvsåker 25:1  | Gravfält                    |              | Älvsåker, Halland   |       | 57.549826, 12.136708 | 10152700250001 | Ladda upp en bild av detta fornminne |
| Älvsåker 26:1  | Stensättning                |              | Älvsåker, Halland   |       | 57.537141, 12.156052 | 10152700260001 | Ladda upp en bild av detta fornminne |
| Älvsåker 26:2  | Stensättning                |              | Älvsåker, Halland   |       | 57.537033, 12.156275 | 10152700260002 | Ladda upp en bild av detta fornminne |
| Älvsåker 27:1  | Röse                        |              | Älvsåker, Halland   |       | 57.544778, 12.145267 | 10152700270001 | Ladda upp en bild av detta fornminne |
| Älvsåker 27:2  | Röse                        |              | Älvsåker, Halland   |       | 57.544593, 12.145401 | 10152700270002 | Ladda upp en bild av detta fornminne |
| Älvsåker 27:3  | Hällristning                |              | Älvsåker, Halland   |       | 57.544188, 12.145055 | 10152700270003 | Ladda upp en bild av detta fornminne |
| Älvsåker 29:1  | Gravfält                    |              | Älvsåker, Halland   |       | 57.543837, 12.144151 | 10152700290001 | Ladda upp en bild av detta fornminne |
| Älvsåker 30:1  | Röse                        |              | Älvsåker, Halland   |       | 57.544390, 12.144377 | 10152700300001 | Ladda upp en bild av detta fornminne |
| Älvsåker 30:2  | Röse                        |              | Älvsåker, Halland   |       | 57.544836, 12.144109 | 10152700300002 | Ladda upp en bild av detta fornminne |
| Älvsåker 31:1  | Hög                         |              | Älvsåker, Halland   |       | 57.543254, 12.147989 | 10152700310001 | Ladda upp en bild av detta fornminne |
| Älvsåker 31:2  | Stensättning                |              | Älvsåker, Halland   |       | 57.543391, 12.147058 | 10152700310002 | Ladda upp en bild av detta fornminne |
| Älvsåker 34:1  | Gravfält                    |              | Älvsåker, Halland   |       | 57.531921, 12.110075 | 10152700340001 | Ladda upp en bild av detta fornminne |
| Älvsåker 36:1  | Stensättning                |              | Älvsåker, Halland   |       | 57.534130, 12.109051 | 10152700360001 | Ladda upp en bild av detta fornminne |
| Älvsåker 40:1  | Hällristning                |              | Älvsåker, Halland   |       | 57.543716, 12.109672 | 10152700400001 | Ladda upp en bild av detta fornminne |
| Älvsåker 54:1  | Stensättning                |              | Älvsåker, Halland   |       | 57.533912, 12.170135 | 10152700540001 | Ladda upp en bild av detta fornminne |
| Älvsåker 80:1  | Stensättning                |              | Älvsåker, Halland   |       | 57.557240, 12.095582 | 10152700800001 | Ladda upp en bild av detta fornminne |
| Älvsåker 86:1  | Hällristning                |              | Älvsåker, Halland   |       | 57.544498, 12.112725 | 10152700860001 | Ladda upp en bild av detta fornminne |
| Älvsåker 88:1  | Stensättning                |              | Älvsåker, Halland   |       | 57.547890, 12.118705 | 10152700880001 | Ladda upp en bild av detta fornminne |
| Älvsåker 88:2  | Hällristning                |              | Älvsåker, Halland   |       | 57.548136, 12.118817 | 10152700880002 | Ladda upp en bild av detta fornminne |
| Älvsåker 96:1  | Stensättning                |              | Älvsåker, Halland   |       | 57.555554, 12.129495 | 10152700960001 | Ladda upp en bild av detta fornminne |
| Älvsåker 96:2  | Stensättning                |              | Älvsåker, Halland   |       | 57.555662, 12.129389 | 10152700960002 | Ladda upp en bild av detta fornminne |
| Älvsåker 96:3  | Stensättning                |              | Älvsåker, Halland   |       | 57.555531, 12.130187 | 10152700960003 | Ladda upp en bild av detta fornminne |
| Älvsåker 116:1 | Stensättning                |              | Älvsåker, Halland   |       | 57.537316, 12.157902 | 10152701160001 | Ladda upp en bild av detta fornminne |
| Älvsåker 116:2 | Stensättning                |              | Älvsåker, Halland   |       | 57.537314, 12.158113 | 10152701160002 | Ladda upp en bild av detta fornminne |